# Shake (Ying Yang Twins)
Shake è il terzo singolo del duo crunk Ying Yang Twins estratto dal loro quarto album in studio U.S.A. (United State of Atlanta). Prodotto da Mr. Collipark, vede la partecipazione del rapper Pitbull.
La canzone per le sue sonorietà è molto somigliante a Hit the Floor di Twista, singolo anch'esso prodotto da Mr. Collipark e con il featuring di Pitbull, contenuto nell'album The Day After.

## Campionamenti e citazioni
Shake campiona Din Daa Daa di George Kranz. È stato quello fra i tre singoli principali dell'album ad avere meno successo, piazzandosi alla più che discreta posizione n.41 della Billboard Hot 100.
Da notare che nel testo vien fatta menzione dei singoli Back That Azz Up di Juvenile e The New Workout Plan di Kanye West, rispettivamente nei versi:

## Remix
Il remix ufficiale reca un nuovo verso di Pitbull e la partecipazione di Elephant Man, ed è contenuto sia in U.S.A. Still United degli Ying Yang Twins, sia in Money Is Still a Major Issue di Pitbull.

## Videoclip
Il videoclip è stato diretto da Life Garland ed è stato largamente trasmesso su MTV, BET e VH1.

## Classifica
| Classifica (2005)                       | Posizione massima |
| --------------------------------------- | ----------------- |
| Stati Uniti d'America Billboard Hot 100 | 41                |
| U.S.A. Billboard Hot R&B/Hip-Hop Songs  | 37                |
| U.S.A. Billboard Hot Rap Tracks         | 12                |
| U.S.A. Billboard Pop 100                | 28                |
| U.S.A. Billboard Pop 100 Airplay        | 41                |
| U.S.A. Billboard Rhythmic Top 40        | 7                 |
| Regno Unito (2006)                      | 49                |